# Aleksandra Chochlova
Aleksandra Sergeevna Chochlova (Berlino, 4 ottobre 1897 – Mosca, 22 agosto 1985) è stata un'attrice sovietica.

## Filmografia parziale

### Attrice
- Le straordinarie avventure di Mr. West nel paese dei bolscevichi (1924)
- Il raggio della morte (1925)
- Secondo la legge (1926)

## Premi
- Artista onorato della RSFSR